# المجموعة الاقتصادية لدول غرب إفريقيا
المجموعة الاقتصادية لدول غرب إفريقيا وتُعرف اختصارا بسيدياو (بالفرنسية: CEDEAO)‏ أو إيكواس (بالإنجليزية: ECOWAS)‏، هي مُنظمة سياسية واتحاد اقتصادي إقليمي يتكون من خمسة عشر دولة تقع في منطقة غرب إفريقيا. تُغطي هذه البُلدان مُجتمعة مساحة 5,114,162 كيلومتر مربع (1,974,589 ميل2)، فيما تضُم ساكنة تُقدر بأكثر من 349 مليون نسمة حسب إحصائيات سنة 2015. أُسست المنظمة في 25 مايو 1975 بموجب اتفاقية لاغوس [الإنجليزية]، ويقع مقرها في أبوجا عاصمة نيجيريا. يرأس المُنظمة حاليا نانا أكوفو أدو. اللغات الرسمية للمنظمة هي الإنجليزية والفرنسية والبرتغالية.
تضُم المجموعة 15 دولة عُضو هي الرأس الأخضر وغامبيا وغينيا وغينيا بيساو وليبيريا ومالي والسنغال وسيراليون وبنين وبوركينا فاسو وغانا وساحل العاج والنيجر ونيجيريا وتوغو، وقد انضمت كُل هذه الدول إلى المجموعة في دورتها التأسيسية في مايو 1975، باستثناء الرأس الأخضر التي انضمت سنة 1976. كانت موريتانيا دولة عُضو في المجموعة إلى غاية سنة 2000، حين انسحبت من المجموعة، وقد أعلنت عن نيتها الخروج من المجموعة منذ ديسمبر 1999.
تعمل الإيكواس أيضًا كقوة لحفظ السلام في المنطقة، حيث ترسل الدول الأعضاء أحيانًا قوات عسكرية مشتركة للتدخل في أوقات عدم الاستقرار السياسي والاضطرابات في إحدى هذه الدول. شملت هذه التدخلات في السنوات الأخيرة في ساحل العاج في عام 2003، وليبيريا في عام 2003، وغينيا بيساو في عام 2012، ومالي في عام 2013، وغامبيا في عام 2017.
تضم المجموعة الاقتصادية لدول غرب إفريقيا مُؤسسات مفوضية المجموعة الاقتصادية لدول غرب إفريقيا، ومحكمة العدل الخاصة بالمجموعة، وبرلمان المجموعة، وبنك إيكواس للاستثمار والتنمية (EBID)، ومنظمة الصحة لغرب إفريقيا (WAHO)، ومجموعة العمل الحكومية الدولية لمكافحة غسل الأموال وتمويل الإرهاب في غرب إفريقيا (GIABA). وتضُم المجموعة الاقتصادية لغرب إفريقيا أيضا تكتلين اقتصاديين نقديين ضمنها هُما الاتحاد الاقتصادي والنقدي لغرب إفريقيا (UEMOA)، والمنطقة النقدية لغرب إفريقيا (WAMZ).

## الدول الأعضاء
اعتبارا من فبراير 2017، بلغ عدد الدول الأعضاء في المجموعة الاقتصادية لدول غرب إفريقيا 15 دولة عُضو. بالنسبة للغة الرسمية لهذه الدول، هُناك 8 دول ناطقة باللغة الفرنسية، فيما 5 دُول لُغتها الرسمية هي الإنجليزية، أما الدولتين المُتبقيتين فاللغة الرسمية فيهما هي البرتغالية. انضمت كُل هذه الدول للمُنظمة خلال دورتها التأسيسية في مايو 1975، باستثناء الرأس الأخضر التي انضمت للمُنظمة لاحقا سنة 1977. كانت موريتانيا عُضوا مُؤسسا في المُنظمة مُنذ سنة 1975، إلا أنها انسحبت في ديسمبر 2000. وقد وقعت اتفاق شراكة مع المُنظمة في أغسطس 2017.
قدمت المغرب رسميا طلبا للانضمام للإيكواس في فبراير 2017. تمت المُصادقة على هذا الطلب مبدئيا في قمة لرُؤساء الدول الأعضاء في المنظمة  في يونيو 2017، إلا أن عُضوية المغرب لم تُقبل بشكل رسمي لحد الآن.
بتاريخ 28 يناير 2024 انسحبت كل من النيجر، مالي وبوركينا فاسو من مجموعة ايكواس وقد أعلنت ذلك في بيان مشترك.
إحصائيات أعداد السُكان، والناتج المحلي الإجمالي الاسمي وتعادل القدرة الشرائية في الجدول أسفله مأخوذة من تقديرات البنك الدولي لسنة 2015، والتي نُشرت في ديسمبر 2016. فيما بيانات المساحة مأخوذة من تقرير قسم الإحصائيات في الأمم المُتحدة [الإنجليزية] لسنة 2012.
| الدولة       | المساحة(كلم2) | عدد السكان(بالآلاف) | الناتج المحلي الإجمالي (الاسمي) (مليون دولار أمريكي) | الناتج المحلي الإجمالي (للفرد) (مليون دولار أمريكي دولي) | العُملة          | اللغة الرسمية |
| ------------ | ------------- | ------------------- | ---------------------------------------------------- | -------------------------------------------------------- | --------------- | ------------- |
| الرأس الأخضر | 4٬033         | 521                 | 1٬603                                                | 3٬413                                                    | إيسكودو         | البرتغالية    |
| غامبيا       | 11٬295        | 1٬991               | 939                                                  | 3٬344                                                    | دالاسي          | الإنجليزية    |
| غينيا        | 245٬857       | 12٬609              | 6٬699                                                | 15٬244                                                   | فرنك            | الفرنسية      |
| غينيا بيساو  | 36٬125        | 1٬844               | 1٬057                                                | 2٬685                                                    | فرنك غرب إفريقي | البرتغالية    |
| ليبيريا      | 111٬369       | 4٬503               | 2٬053                                                | 3٬762                                                    | دولار           | الإنجليزية    |
| السنغال      | 196٬712       | 15٬129              | 13٬610                                               | 36٬625                                                   | فرنك غرب إفريقي | الفرنسية      |
| سيراليون     | 72٬300        | 6٬453               | 4٬215                                                | 10٬127                                                   | ليون            | الإنجليزية    |
| المجموع      | 1٬917٬883     | 60٬550              | 42٬923                                               | 110٬895                                                  | &—              | &—            |

| الدولة     | المساحة(كلم2) | عدد السكان(بالآلاف) | الناتج المحلي الإجمالي (الاسمي) (مليون دولار أمريكي) | الناتج المحلي الإجمالي (للفرد) (مليون دولار أمريكي دولي) | العُملة          | اللغة الرسمية |
| ---------- | ------------- | ------------------- | ---------------------------------------------------- | -------------------------------------------------------- | --------------- | ------------- |
| بنين       | 114٬763       | 10٬880              | 8٬291                                                | 22٬377                                                   | فرنك غرب إفريقي | الفرنسية      |
| غانا       | 238٬533       | 27٬410              | 37٬543                                               | 115٬409                                                  | سيدي            | الإنجليزية    |
| ساحل العاج | 322٬463       | 22٬702              | 31٬759                                               | 79٬766                                                   | فرنك غرب إفريقي | الفرنسية      |
| نيجيريا    | 923٬768       | 182٬202             | 481٬066                                              | 1٬093٬921                                                | نيرة            | الإنجليزية    |
| توغو       | 56٬785        | 7٬305               | 4٬088                                                | 10٬667                                                   | فرنك غرب إفريقي | الفرنسية      |
| المجموع    | 3٬196٬279     | 277٬502             | 580٬568                                              | 1٬371٬861                                                | &—              | &—            |

## التنظيم

### الأمناء التنفيذيون ورؤساء اللجان
| الأمناء التنفيذيون                                       | البلد        | في المنصب                      |
| -------------------------------------------------------- | ------------ | ------------------------------ |
| أبوبكر ديابي واتارا [الإنجليزية] صاحب المنصب عند التأسيس | ساحل العاج   | يناير 1977 – 1985              |
| مومودو مونو [الإنجليزية]                                 | سيراليون     | 1985–1989                      |
| عباس بوندو [الإنجليزية]                                  | سيراليون     | 1989–1993                      |
| إدوارد بنجامين [الإنجليزية]                              | غينيا        | 1993–1997                      |
| لانساسنا كوياتي                                          | غينيا        | سبتمبر 1997 – 31 يناير 2002    |
| محمد ابن شامباس [الإنجليزية]                             | غانا         | 1 فبراير 2002 – 31 ديسمبر 2007 |
| محمد ابن شامباس [الإنجليزية]                             | غانا         | 1 يناير 2007 – 18 فبراير 2010  |
| جيمس فيكتور غبيهو [الإنجليزية]                           | غانا         | 18 فبراير 2010 – 1 مارس 2012   |
| قادري ديزيري ويدراوغو [الإنجليزية]                       | بوركينا فاسو | 1 مارس 2012 – 4 يونيو 2016     |
| مارسيل آلان دي سوزا [الإنجليزية]                         | بنين         | 4 يونيو 2016 – 1 مارس 2018     |
| جون كلود برو [الإنجليزية]                                | ساحل العاج   | 1 مارس 2018 – حتى الآن         |

### الرؤساء
| الرؤساء             | البلد        | في المنصب                       |
| ------------------- | ------------ | ------------------------------- |
| يعقوب جون           | نيجيريا      | 28 مايو 1975 – 29 يوليو 1975    |
| غناسينغبي إياديما   | توغو         | 29 يوليو 1975 – 13 سبتمبر 1977  |
| أولوسيجون أوباسانجو | نيجيريا      | 13 سبتمبر 1977 – 30 سبتمبر 1979 |
| ليوبولد سنغور       | السنغال      | 30 سبتمبر 1979 – 31 ديسمبر 1980 |
| غناسينغبي إياديما   | توغو         | 1980–1981                       |
| سياكا ستيفنز        | سيراليون     | 1981–1982                       |
| ماثيو كيريكو        | بنين         | 1982–1983                       |
| أحمد سيكو توري      | غينيا        | 1983–1984                       |
| لانسانا كونتي       | غينيا        | 1984–1985                       |
| محمد بخاري          | نيجيريا      | 1985 – 27 أغسطس 1985            |
| إبراهيم بابنجيدا    | نيجيريا      | 27 أغسطس 1985 – 1989            |
| داودا جاوارا        | غامبيا       | 1989–1990                       |
| بليز كومباوري       | بوركينا فاسو | 1990–1991                       |
| داودا جاوارا        | غامبيا       | 1991–1992                       |
| عبدو ضيوف           | السنغال      | 1992–1993                       |
| نيسيفور سوغلو       | بنين         | 1993–1994                       |
| جيري راولينغز       | غانا         | 1994 – 27 يوليو 1996            |
| ساني أباتشا         | نيجيريا      | 27 يوليو 1996 – 8 يونيو 1998    |
| عبد السلام أبو بكر  | نيجيريا      | 9 يونيو 1998 – 1999             |
| غناسينغبي إياديما   | توغو         | 1999 – 1999                     |
| ألفا عمر كوناري     | مالي         | 1999 – 21 ديسمبر 2001           |
| عبد الله واد        | السنغال      | 21 ديسمبر 2001 – 31 يناير 2003  |
| جون كوفور           | غانا         | 31 يناير 2003 – 19 يناير 2005   |
| محمد تانجا          | النيجر       | 19 يناير 2005 – 19 يناير 2007   |
| بليز كومباوري       | بوركينا فاسو | 19 يناير 2007 – 19 ديسمبر 2008  |
| عمر يارادوا         | نيجيريا      | 19 ديسمبر 2008 – 18 فبراير 2010 |
| غودلاك جوناثان      | نيجيريا      | 18 فبراير 2010 – 17 فبراير 2012 |
| الحسن واتارا        | ساحل العاج   | 17 فبراير 2012 – 17 فبراير 2013 |
| جون دراماني ماهاما  | غانا         | 17 فبراير 2013 – 19 مايو 2015   |
| ماكي سال            | السنغال      | 19 مايو 2015 – 4 يونيو 2016     |
| إلين جونسون سيرليف  | ليبيريا      | 4 يونيو 2016 – 4 يونيو 2017     |
| فور غناسينغبي       | توغو         | 4 يونيو 2017 – 31 يوليو 2018    |
| محمد بخاري          | نيجيريا      | 31 يوليو 2018 – 29 يونيو 2019   |
| محمد يوسفو          | النيجر       | 29 يونيو 2019 – 2 يونيو 2020    |
| نانا أكوفو أدو      | غانا         | 2 يونيو 2020 – حتى الآن         |

### التعاون الأمني الإقليمي
حددت دول المجموعة الاقتصادية لدول غرب إفريقيا بروتوكول عدم اعتداء في عام 1990 إلى جانب اتفاقيتين سابقتين في عامي 1978 و1981. كما وقعت على بروتوكول بشأن المساعدة الدفاعية المتبادلة في فريتاون عاصمة سيراليون، في 29 مايو 1981، والذي نص على إنشاء قُوات مُسلحة مُتحالفة خاصة بالمجموعة.

### برلمان المجموعة
يضُم برلمان المجموعة 115 عُضوا، مُقسمين على الدول الأعضاء في المجموعة حسب عدد السكان في كُل دولة مُعينة. يرأس هذه الهيئة رئيس البرلمان، والذي يفوق الأمين العام سُلطة.
| البلد        | مقاعد البرلمان |
| ------------ | -------------- |
| بنين         | 5              |
| بوركينا فاسو | 6              |
| الرأس الأخضر | 5              |
| ساحل العاج   | 7              |
| غامبيا       | 5              |
| غانا         | 8              |
| غينيا        | 6              |
| غينيا بيساو  | 5              |
| ليبيريا      | 5              |
| مالي         | 6              |
| النيجر       | 6              |
| نيجيريا      | 35             |
| السنغال      | 6              |
| سيراليون     | 5              |
| توغو         | 5              |

### توسيع مفوضية الإيكواس
خضعت المجموعة الاقتصادية لدول غرب إفريقيا لإصلاحات مؤسسية ثلاث مرات، وذلك مُنذ إنشائها في عام 1975. كانت المرة الأولى عندما نقحت المُعاهدة في 24 يوليو 1993، أما الثانية فكانت سنة 2007 عندما حُولت الأمانة العامة إلى لجنة. بينما المرة الثالثة كانت في يوليو 2013، حين أصبح لدى المجموعة الاقتصادية لدول غرب إفريقيا ستة أقسام جديدة هي إدارة الموارد البشرية، التعليم والعلوم والثقافة، الطاقة والمعادن، الاتصالات وتكنولوجيا المعلومات، الصناعة وتعزيز القطاع الخاص. تم فصل الشؤون المالية والإدارية عن سيراليون، لإعطاء المفوض الغاني القادم الحقيبة الجديدة للإدارة والمؤتمرات.

### محكمة عدل المجموعة
أُنشئت محكمة عدل المجموعة الاقتصادية لدول غرب إفريقيا بموجب بروتوكول تم توقيعه في عام 1991 وأدرج لاحقًا في المادة 6 من المُعاهدة المُعدلة للمجموعة في عام 1993. ومع ذلك، لم تبدأ المحكمة عملها رسميًا حتى دخل بروتوكول عام 1991 حيز التنفيذ في 5 نوفمبر 1996. حُدد اختصاص المحكمة في المادة 9 والمادة 76 من المُعاهدة المعدلة، وتعلق هذا الاختصاص بالسماح للمحكمة بالحُكم في النزاعات بين الدول حول تفسيرات المُعاهدة المعدلة. تُزود المحكمة أيضا مجلس الإيكواس بآراء استشارية بشأن القضايا القانونية (المادة 10). محكمة عدل المجموعة مثلها مثل نظيراتها المحكمة الأوروبية لحقوق الإنسان ومحكمة العدل لشرق إفريقيا، لها اختصاص البث في قضايا انتهاكات حقوق الإنسان الأساسية.

### التبادل الرياضي والثقافي
تُنظم دول المجموعة مجموعة واسعة من الفعاليات الثقافية والرياضية برعاية من المجموعة، بما في ذلك كأس سيدياو في كرة القدم، وألعاب الإيكواس 2012 [الإنجليزية] الخاصة بألعاب القوى، ومُسابقة ملكة جمال سيدياو [الإنجليزية] الخاصة بملكة جمال دول المجموعة.

## التكامل الاقتصادي

الاتحاد الاقتصادي والنقدي لغرب إفريقيا
المنطقة النقدية لغرب إفريقيا
الإيكواس فقط (الرأس الأخضر)

### الاتحاد الاقتصادي والنقدي لغرب إفريقيا
يُعد الاتحاد الاقتصادي والنقدي لغرب إفريقيا منظمة تتألف من 8 دول من غرب إفريقيا، معظمها من دول غرب إفريقيا الناطقة بالفرنسية داخل المجموعة الاقتصادية لدول غرب إفريقيا. أُنشئ هذا الاتحاد لتعزيز التكامل الاقتصادي بين البُلدان التي تشترك في الفرنك الإفريقي كعُملة مُشتركة، وذلك بموجب مُعاهدة مُوقعة في داكار عاصمة السنغال، بتاريخ 10 يناير 1994، من قبل رؤساء دول وحكومات بنين وبوركينا فاسو وكوت ديفوار ومالي والنيجر والسنغال وتوغو. في 2 مايو 1997، أصبحت غينيا بيساو، وهي مستعمرة برتغالية سابقة، الدولة العضو الثامنة في المُنظمة (والوحيدة غير الناطقة بالفرنسية). الاتحاد الاقتصادي والنقدي لغرب إفريقيا هو كذلك اتحاد جمركي واتحاد نقدي بين أعضاء الإيكواس. وتشمل أهدافه :
- زيادة القُدرة التنافسية الاقتصادية، من خلال الأسواق المفتوحة، بالإضافة إلى ترشيد وتنسيق البيئة القانونية.
- تقارب سياسات ومؤشرات الاقتصاد الكلي.
- خلق سوق مشتركة.
- تنسيق السياسات القطاعية.
- مواءمة السياسات المالية.

من بين إنجازاته، نجح الاتحاد الاقتصادي والنقدي لغرب إفريقيا في تنفيذ معايير التقارب الاقتصادي الكلي وخلق آلية مراقبة فعالة. وقد تبنت دُول الاتحاد أيضا اتحادًا جمركيًا وتعريفة خارجية مشتركة وجمعت بين أنظمة الضرائب غير المُباشرة، بالإضافة إلى شروع هاته الدول في تنسيق السياسات الهيكلية والقطاعية الإقليمية. أشار مسح أجراه صندوق النقد الدولي في سبتمبر 2002 إلى الاتحاد الاقتصادي والنقدي لغرب إفريقيا باعتباره «الأبعد على طريق التكامل» بين جميع التجمعات الإقليمية في إفريقيا.
وضعت المجموعة الاقتصادية لدول غرب إفريقيا والاتحاد الاقتصادي والنقدي لغرب إفريقيا خطة عمل مشتركة بشأن تحرير التجارة وتقارب سياسة الاقتصاد الكلي. كما اتفقت المنظمتين على قواعد منشأ مشتركة لتعزيز التجارة، ووافقت المجموعة الاقتصادية لدول غرب إفريقيا على اعتماد نماذج البيان الجمركي [الإنجليزية] الخاصة بالاتحاد الاقتصادي والنقدي لغرب إفريقيا وآليات التعويض.

#### العضوية
- بنين (عُضو مُؤسس).
- ساحل العاج (عُضو مُؤسس).
- غينيا بيساو (انضمت لاحقا للمجموعة في 2 مايو 1997).
- السنغال (عُضو مُؤسس).
- توغو (عُضو مُؤسس).

### أعضاء سابقين
- مالي (عُضو مُؤسس).
- النيجر (عُضو مُؤسس).
- بوركينا فاسو (عُضو مُؤسس).

### المنطقة النقدية لغرب إفريقيا
شُكلت المنطقة النقدية لغرب إفريقيا سنة 2000، وهي مجموعة من ستة بلدان داخل المجموعة الاقتصادية لدول غرب إفريقيا تُخطط لإدخال عملة مشتركة تُسمى الإيكو [الإنجليزية]. الدول الخمس الأعضاء المُؤسسة للمُنظمة في 2000 هي غامبيا وغانا وغينيا ونيجيريا وسيراليون، بينما انضمت ليبيريا للمجموعة في 16 فبراير 2010. بصرف النظر عن غينيا، التي هي دولة فرنكوفونية، كل بلدان المجموعة ناطقة باللغة الإنجليزية. إلى جانب موريتانيا، اختارت غينيا الخروج من عملة الفرنك الإفريقي المُشتركة بين جميع المستعمرات الفرنسية السابقة الأخرى في غرب ووسط إفريقيا.
تُحاول المنطقة النقدية لغرب إفريقيا إنشاء عملة مُستقرة قوية مُنافسة للفرنك الإفريقي، يرتبط سعر صرفها بسعر اليورو وتضمنها الخزانة الفرنسية [الإنجليزية]. الهدف النهائي هو دمج الفرنك الإفريقي والإيكو، مما يمنح غرب ووسط إفريقيا عملة واحدة مستقرة. يتم تطوير إطلاق العملة الجديدة من قبل معهد غرب إفريقيا النقدي ومقره أكرا عاصمة غانا.

#### العضوية
- غامبيا (عُضو مُؤسس)
- غانا (عُضو مُؤسس)
- غينيا (عُضو مُؤسس)
- ليبيريا (انضمت لاحقا للمجموعة في 16 فبراير 2010)[38][39]
- نيجيريا (عُضو مُؤسس)
- سيراليون (عُضو مُؤسس)

## المواصلات
أُسس مشروع ترانس-إيكواس سنة 2007، وخُطط له بغرض تحديث السكك الحديدية في هذه المنطقة.

## أنظُر أيضا
- مجموعة شرق إفريقيا
- اقتصاد إفريقيا
- إيقاد
- مجموعة التنمية لإفريقيا الجنوبية (SADC)
- كوميسا (COMESA)
- المجموعة الاقتصادية لدول وسط إفريقيا (ECCAS)